# جيني لي ليندبرغ
جيني لي ليندبرغ (بالإنجليزية: Jenny Lee Lindberg)‏ هي مغنية وملحنة وكاتبة غنائية ومنتجة أسطوانات أمريكية، ولدت في 30 يوليو 1981 في إلكو في الولايات المتحدة.

## وصلات خارجية
- الموقع الرسمي
- جيني لي ليندبرغ على موقع ميوزك برينز (الإنجليزية)
- جيني لي ليندبرغ على موقع ميوزك برينز (الإنجليزية)
- جيني لي ليندبرغ على موقع ديسكوغز (الإنجليزية)